# Josephine von Leuchtenberg

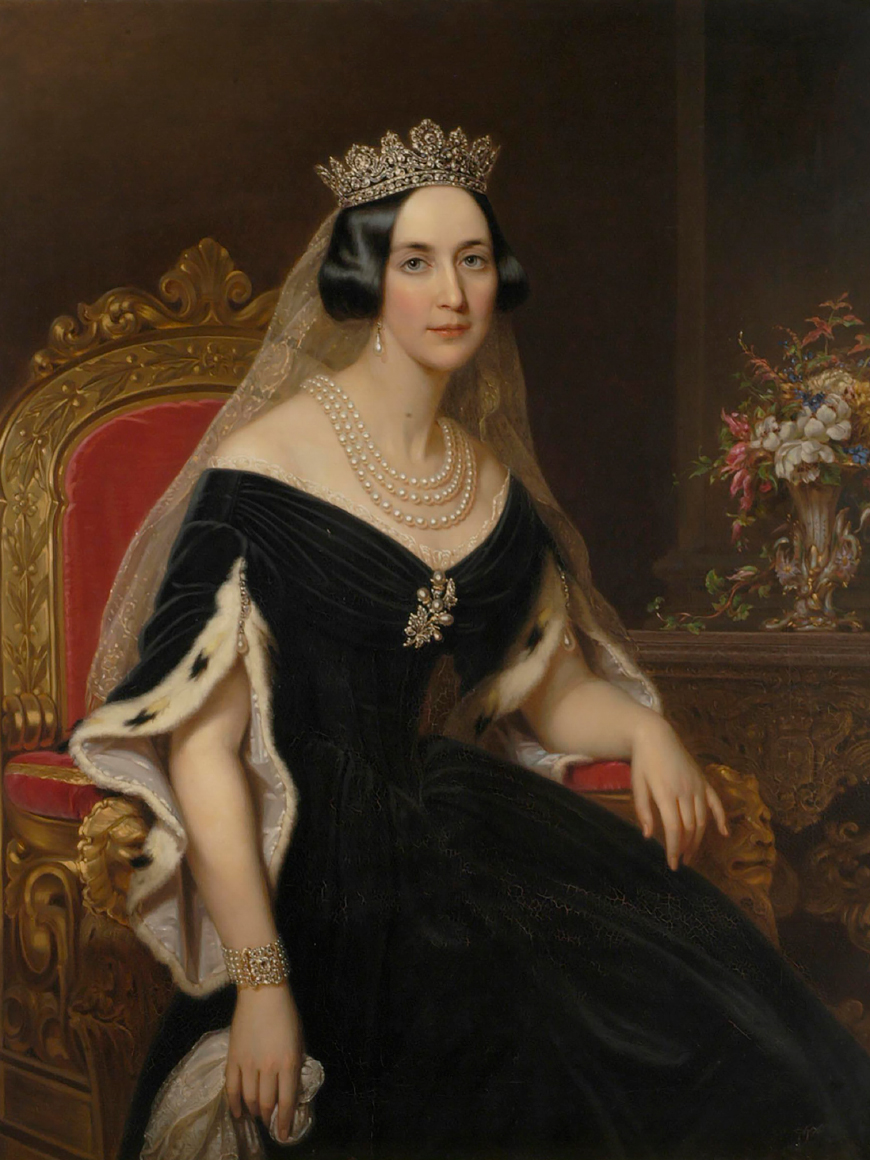
Josephine von Leuchtenberg, als Königin von Schweden, Gemälde von Friedrich Dürck, um 1858

Prinzessin Josephine von Leuchtenberg (* 14. März 1807 als Joséphine Maximilienne Eugénie Napoléone de Beauharnais in Mailand; † 7. Juni 1876 in Stockholm), auch Königin Josefina, auf Schwedisch Josefina av Leuchtenberg, war von 1844 bis 1859 Königin von Schweden und Norwegen. Sie war die älteste Tochter des französischen Generals Eugène de Beauharnais, Herzog von Leuchtenberg (Stiefsohn von Kaiser Napoleon Bonaparte) und der Prinzessin Auguste von Bayern und damit Enkelin der Kaiserin Joséphine von Frankreich und Enkelin des bayrischen Königs Maximilian I.

## Abstammung und Jugend

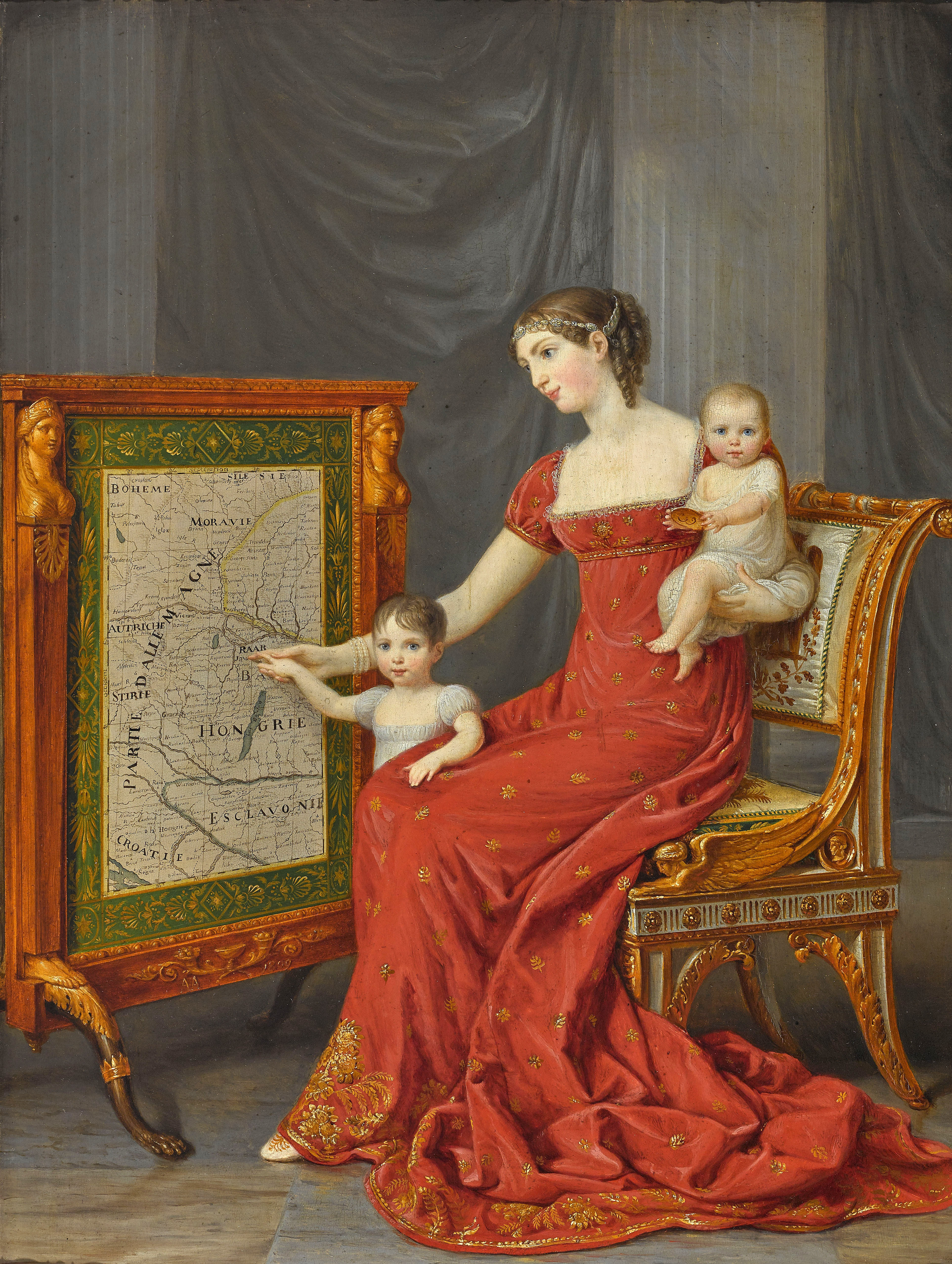
Auguste de Beauharnais mit ihren Töchtern Joséphine und Éugenie, Gemälde von Andrea Appiani, 1809

Ihr Vater, Eugène de Beauharnais, wurde 1805 von Napoleon zum Vizekönig des Königreichs Italien ernannt. Seine Residenz war in Mailand, wo Joséphine am 14. März 1807 als sein erstes Kind geboren wurde. Sie wurde Joséphine Maximilienne Eugénie Napoléone getauft, der erste Name auf Wunsch Napoleons, der letzte als Huldigung an ihn. Nur wenige Monate nach der Geburt bekam sie den Titel Prinzessin von Bologna und 1813 wurde sie zur Herzogin von Galliera ernannt. Ihre Kindheitsjahre wohnte sie auf dem Schloss in Monza bei Mailand. Eine ihrer Erzieherinnen war Philippine von Mieg. Der Grabstein für Philippine Stüler geb. von Mieg auf dem Alten Dorotheenstädtischen und Friedrichwerderschen Friedhof in Berlin trägt die Inschrift: „JOSEPHINE verw. KÖNIGIN v. SCHWEDEN u. NORW. ERRICHTETE DIESEN STEIN IN DANKBARER ERINNERUNG AN IHRE ERZIEHERIN u. FREUNDIN“.
Nach Napoleons Fall 1814 ging Eugène de Beauharnais ins Exil nach München. 1817 erhielt er von seinem Schwiegervater König Maximilian I. das Fürstentum Eichstätt, wo die Familie eine Residenz hatte. Im Winter wohnte sie in München, im Sommer auf dem Schloss in Ismaning und im Herbst in Eichstätt. Joséphines Muttersprache war Französisch und sie und ihre Geschwister mussten auch Deutsch, Italienisch und Englisch lernen. Die anderen Schulfächer waren Arithmetik, Geschichte, Geographie und Astronomie. Am 24. März 1821 wurde Joséphine von einem katholischen Priester gefirmt. Der Philosoph Friedrich von Schelling, der in München tätig war, beschreibt sie als liebenswertes und frohes Kind.

## Hochzeit

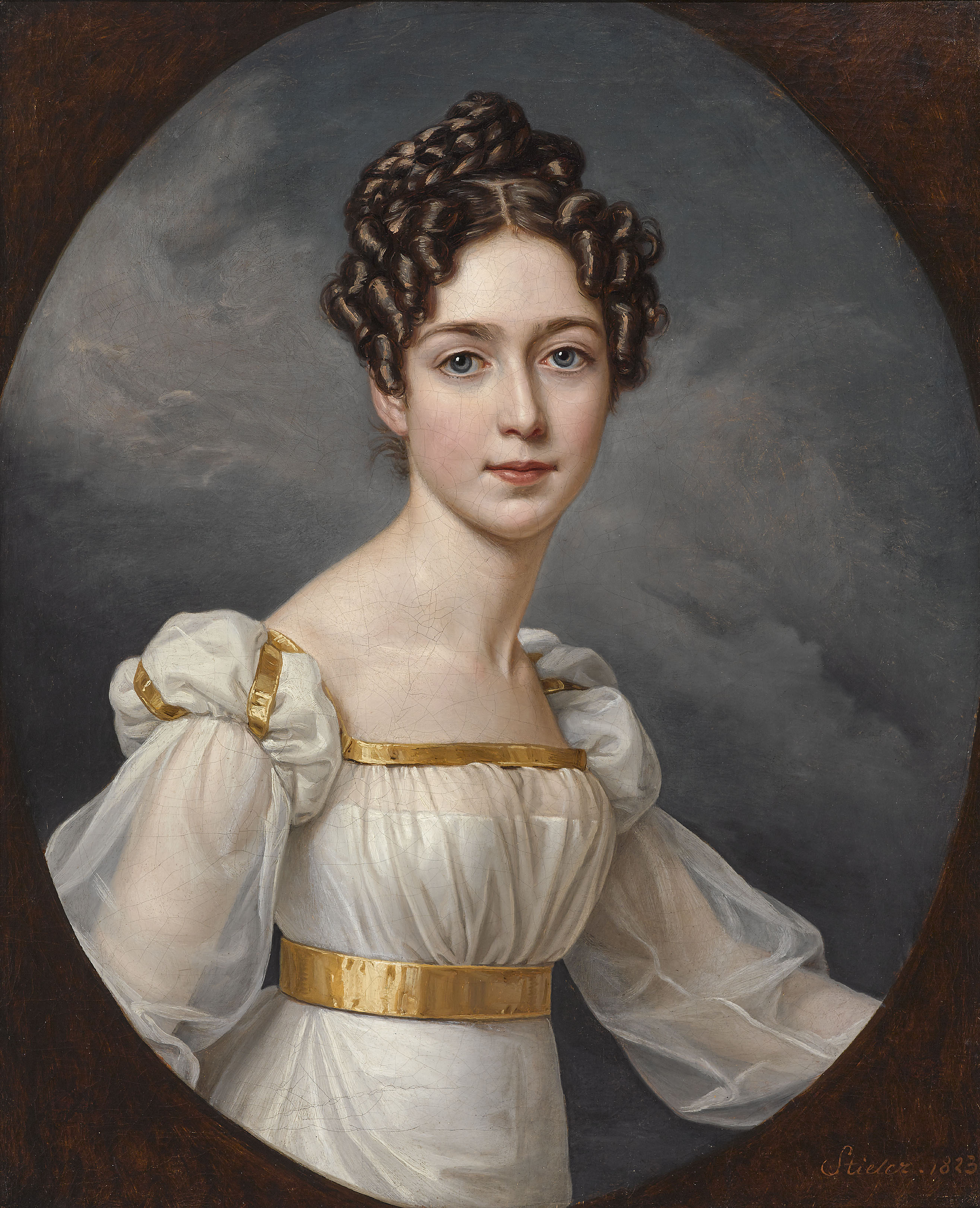
Joséphine im Alter von sechzehn Jahren, Gemälde von Joseph Karl Stieler, 1823

Karl XIV. Johann von Schweden hatte sich seit 1821 ernsthaft mit Kronprinz Oscars Heirat beschäftigt. Es gab einige Prinzessinnen in passendem Alter, die der König für besonders interessant hielt: Du kennst meine Wünsche, ich will, daß du dich zuerst auf die junge Prinzessin von Dänemark einstellst, wenn sie dir zusagt und deine Gefühle teilt, dann auf Prinzessin von Leuchtenberg und an dritter Stelle auf sie in Kassel und an letzter Stelle auf sie in Weimar schrieb der König in einem Brief an seinen Sohn. Im Mai 1822 begab sich der Kronprinz auf eine Rundreise durch Europa, um diese Prinzessinnen zu treffen. In Kopenhagen traf er die Prinzessinnen Caroline und Vilhelmine. In den Niederlanden besuchte er den königlichen Hof und war von Prinzessin Marianne entzückt, die mit damals 12 Jahren allerdings für eine Heirat noch zu jung war.
Am 23. August kam Oscar zu Besuch nach Eichstätt, um die 15-jährige Joséphine und ihre Geschwister zu treffen. Vor der Ankunft des Kronprinzen war Prinz Eugène mit ihr im Park spazieren gegangen und hatte ihr erzählt, welche Absicht der schwedische Kronprinz bei seinem Besuch hatte. Sie gefiel dem Kronprinzen und am 26. August hielt er um ihre Hand an. Dass Joséphine katholisch war, war eine Sache, die vor der Ehe diskutiert wurde. Joséphine war religiös, während ihr Vater religiös indifferent war. Er bat jedoch seiner Frau Augusta zuliebe darum, dass Joséphine ihren Glauben behalten dürfe. Die schwedischen Ratgeber Wetterstedt und Löwenhielm waren unterschiedlicher Ansicht, was das Angemessenste wäre. Es gab aber einen Präzedenzfall: Joséphines künftige Schwiegermutter Desideria von Schweden hatte ihren katholischen Glauben behalten dürfen, als sie schwedische Königin wurde. In der Heiratsurkunde wurde nur festgelegt, dass Joséphine an kirchlichen Zeremonien mitwirken sollte.
Kronprinz Oscar ging nach Schweden zurück, und Joséphine begann, Schwedisch zu lernen. Als Graf Wetterstedt im Februar 1823 wieder nach München kam, konnte er konstatieren, dass Joséphine große Fortschritte in der Sprache gemacht hatte: Ich habe bereits die Ehre gehabt, mich mehr als eine halbe Stunde lang mit Ihrer Königlichen Hohheit auf schwedisch zu unterhalten.

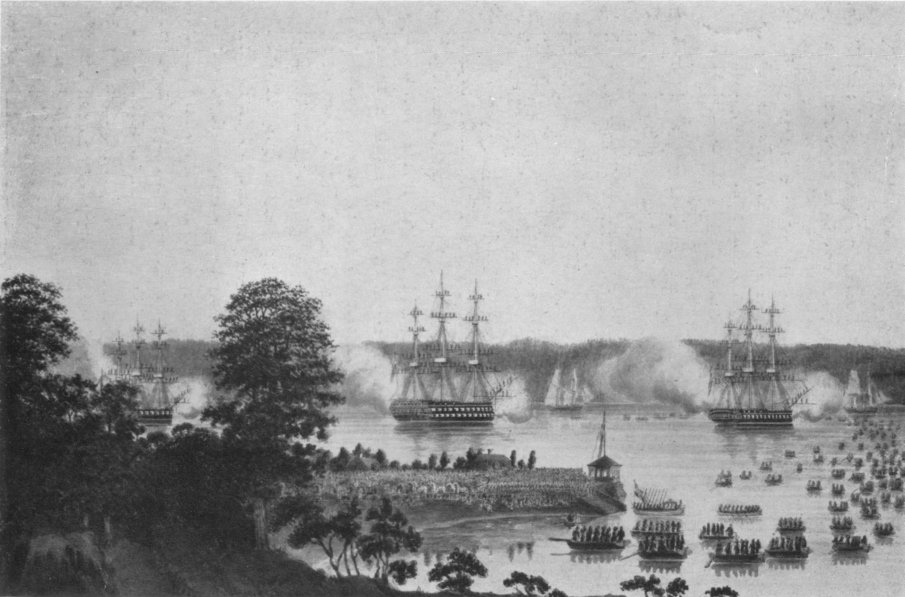
Landung bei Manilla am 13. Juni 1823. Unbekannter Künstler.

Die katholische Hochzeitszeremonie fand am 22. Mai 1823 in München statt, ohne dass der Kronprinz anwesend war. Joséphine wurde von ihrem Vater Eugène zum Altar geführt, während Kronprinz Oscar von Joséphines Onkel Karl von Bayern vertreten wurde. Zwei Tage später verließ Joséphine ihr Zuhause, um nach Schweden zu reisen, zusammen mit Gräfin Tascher de la Pagerie und Baronin Wurms und ihrer Kammerjungfer Berta Zück. In Lübeck traf die Gesellschaft Mariana Koskull und Gräfin Brahe und ging an Bord des Linienschiffes Carl XIII. Mit auf der Reise nach Schweden war auch Königin Desideria von Schweden, die sich 12 Jahre aus Schweden ferngehalten hatte. In Vaxholm ging Kronprinz Oscar an Bord. Als das Schiff am 13. Juni 1823 in Stockholm ankam, hatten sich Zehntausende Menschen an den Stränden versammelt.
Als das Schiff in Stockholm angekommen war, gingen Joséphine und die Königin an Bord des Bootes Wasaorden und gingen bei Manilla auf Södra Djurgården an Land. Auf der Brücke warteten der König und der Kronprinz. Die Frauen fuhren dann in Galawagen mit acht weißen Hengsten vorgespannt nach Schloss Haga, wo sie von Prinzessin Sofia Albertina, der Schwester des verstorbenen Königs Karl XIII. von Schweden, willkommen geheißen wurden. Joséphine wohnte ein paar Tage auf Haga, bevor sechs Tage später die Hochzeit am 19. Juni bei einer evangelisch-lutherischen Zeremonie in der Storkyrka bekräftigt wurde. Darauf folgte eine Reihe von Festlichkeiten, die in der Königlichen Oper abgeschlossen wurden, wo unter anderem Per Adolf Granbergs Frejas Hochzeit mit Musik von Franz Berwald sowie Mozarts Oper Titus aufgeführt wurden.

## Besuch in Norwegen

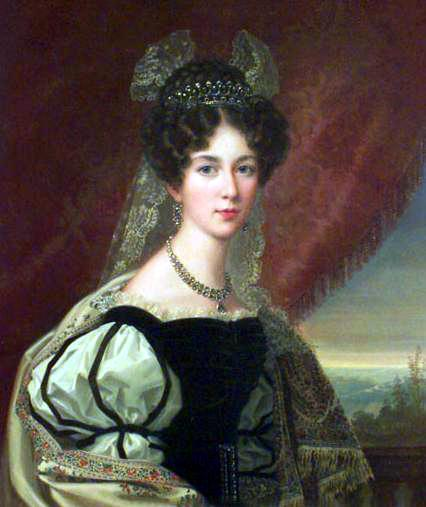
Königin Josephine, Gemälde von Fredric Westin, um 1835

Am 12. Februar 1824 beschloss der König, den Kronprinzen zum Vizekönig von Norwegen auszuersehen, und dass er zusammen mit Josephine dorthin reisen sollte. In der norwegischen Politik war 1821 die sogenannte Vetofrage aktuell geworden. Hintergrund war, dass der König gegen das Storting nur suspensives Veto hatte, aber im August 1821 hatte der König Änderungen in der norwegischen Verfassung vorgeschlagen, die dem König ein absolutes Veto geben sollten. Im Gegenzug war der König bereit, einer Reihe norwegischer Forderungen entgegenzukommen. Die royalistische Welle, die im Sommer 1823 über Stockholm geschwappt war, hoffte der König, sollte in Kristiania ankommen, das seinerseits das Storting fügsamer machen sollte.
Die Reise des Kronprinzenpaares nach Norwegen wurde verschoben, als Josephines Vater am 21. Februar 1824 starb. Am 5. April verließ das Paar Stockholm und reiste über Västerås, Örebro, Karlstad, Kongsvinger nach Kristiania, wo es am 11. April ankam. Dort wohnte es auf der königlichen Residenz in Kristiania. Vormittags gab Josephine Empfang und nachmittags machte sie offizielle Besuche in Schulen oder Pfarrhäusern. Abends hatte man Gäste und anschließend ging das Kronprinzenpaar gemeinsam diejenigen Akten durch, die seine Unterschrift verlangten. Nach sechs Wochen reiste das Paar nach Kloster Herrevad in Skåne, um den dortigen militärischen Übungen beizuwohnen. Im August kehrten sie nach Kristiania zurück. Da das Storting dem König kein absolutes Veto geben wollte, musste der Kronprinz der Auflösung des Stortings beiwohnen. Am 11. Oktober verließ das Paar Kristiania für die Rückreise nach Schweden via Fredrikshald.

## Kinder

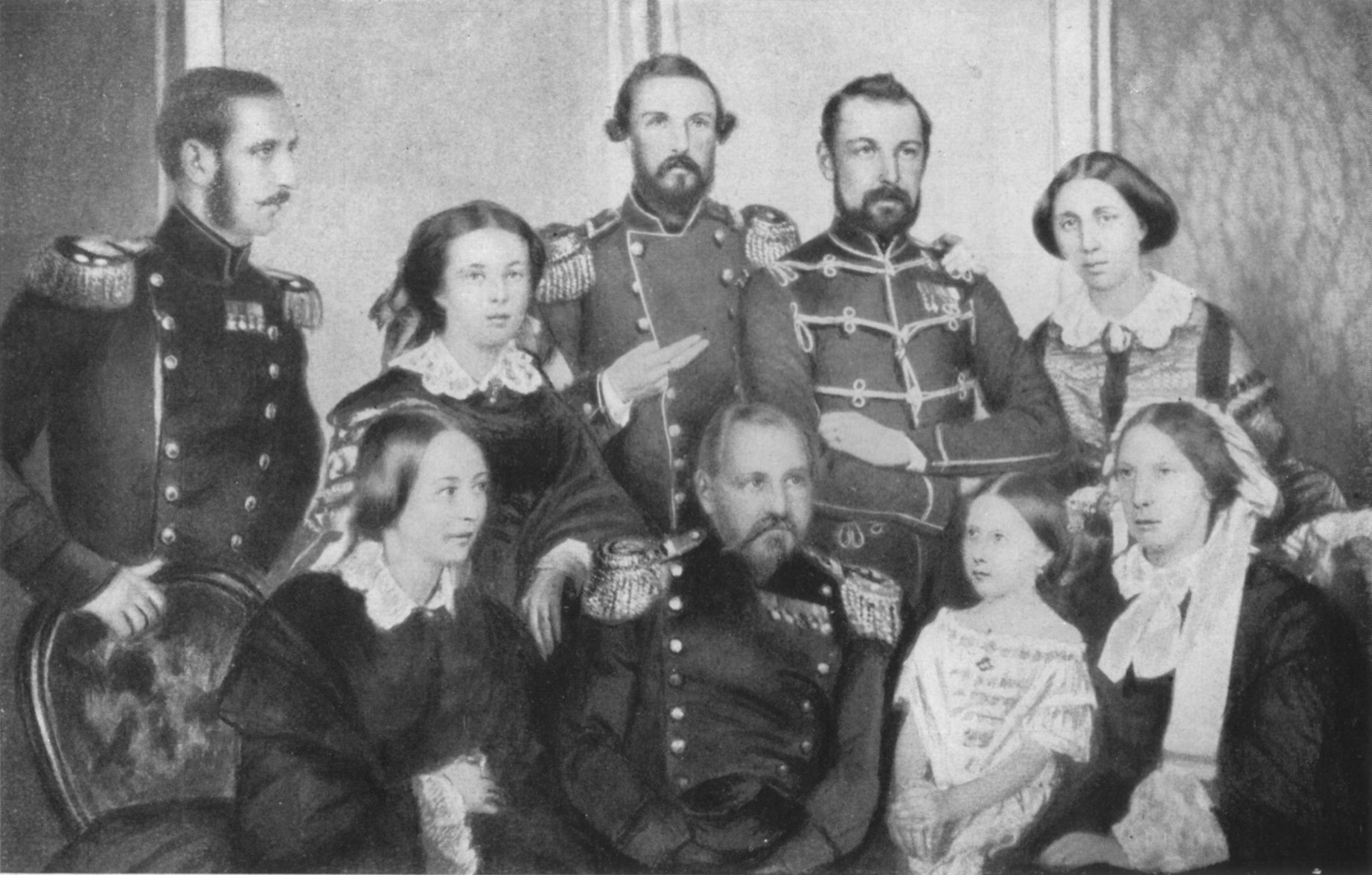
Die königliche Familie 1857. Obere Reihe: Prinz August, Herzogin Sophia von Nassau, Prinz Oscar, Kronprinz Karl, Kronprinzessin Louise. Untere Reihe: Prinzessin Eugénie, König Oscar I., Prinzessin Louise, Königin Josephine. Königinwitwe Desideria fehlt auf dem Bild.

Am 3. Mai 1826 wurde das erste Kind des Kronprinzenpaares, Erbprinz Karl, geboren und innerhalb weniger Jahre vier Geschwister. Für die Kinder wurde im südöstlichen Teil des Stockholmer Schlosses, zum Burghof hin ein eigenes Zimmer eingerichtet. Im Herbst 1834 waren die zwei ältesten Söhne alt genug, um von zwei Lehrern betreut zu werden, dem Philosophen Christopher Jacob Boström und dem norwegischen Lehrer Otto Aubert. Josephine gab Aubert weite Befugnisse, was Disziplin angeht. In einem Brief an Kaiserin Karolina Augusta von Österreich erklärte Josephine, wie sie darauf achtete, die Kinder nicht zu verwöhnen. Aubert beschrieb die Kronprinzessin als immer liebenswert, schlicht, natürlich und angenehm im Umgang. Er war erstaunt über ihre Bildung, einmal fragte sie ihn, was er von dem deutschen Philosophen Schlegel hielte.
Erbprinz Karl hatte sich in Sigrid Sparre, eine von Josephines Hofdamen, verliebt, doch dem setzte Josephine 1848 ein Ende, indem Sigrid Sparre den Hof verlassen musste, trotz Protesten des Erbprinzen. Beim späteren Karl XV. hinterließ sie jedoch eine bleibende Spur, bei seinem Tod bekannte er Sigrid Sparres Bruder: „Deine Schwester war meine einzige Liebe - wäre sie mein geworden, wäre ich ein anderer Mensch gewesen.“ Karl XV. glaubte, dass hinter dem resoluten Handeln der Mutter ihr katholischer Beichtvater Studach stand, und das Ereignis vertiefte noch seine Antipathie gegen den Katholizismus. Für ihn würde der Katholizismus das Gleiche werden wie Jesuitentum und heimliche Ränke. Als Karl im September 1857 aufgrund der Krankheit seines Vaters Oscar I. Regent wurde, war der Reichstag unter anderem mit der Frage der Bewilligung von Religionsfreiheit beschäftigt, unter anderem der Aufhebung des Konventikelplakates, einem Anliegen, das dem König wichtig war. Heimlich arbeitete Karl während der Regentschaftszeit dafür, dass der Reichstag den Vorschlag annehmen sollte, was auch geschah.

## Politischer Einfluss
Als Oscar I. König wurde, bekam Josephine einen erhöhten Einfluss auf die Politik, und für Oscar wurde seine Frau der einzig wirklich vertraute Ratgeber. Ihr konkreter Einfluss ist schwer zu ermitteln, aber erhaltene Briefe von Josephine an ihre Tante Elisabeth Ludovika von Bayern, Königin von Preußen, zeigen, dass sie im Schleswig-Holsteinischen Krieg, der 1848 ausbrach, Frieden zu vermitteln versuchte. Kronprinz Karl bezeichnet sie als diejenige, die hinter dem Novembervertrag vom 21. November 1855 zwischen Schweden-Norwegen auf der einen sowie Frankreich und Großbritannien auf der anderen Seite stand. Josephine war eine Cousine von Napoleon III. und die Patin von Napoleon IV. Jedenfalls spielte sie eine wichtige Rolle in der Geheimdiplomatie von Oscar I.

## Religiöser Glaube

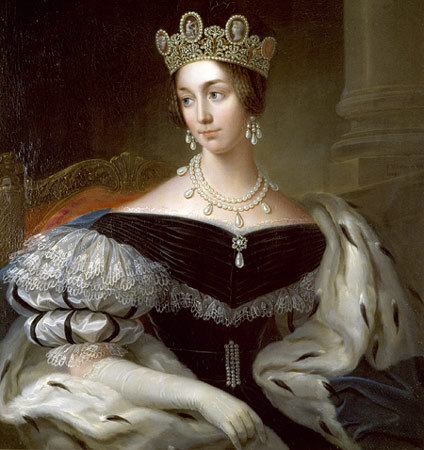
Josephine von Leuchtenberg. Gemälde von Fredric Westin, 1837

Als Josephine das erste Mal nach Schweden kam, begleitete sie der Schlosskaplan der Familie, Jakob Laurenz Studach. Er wurde ihr Beichtvater, betreute aber auch die kleine katholische Gemeinde in Stockholm, später avancierte er zum Apostolischen Vikar. Katholik in Schweden zu sein war damals mit harten Restriktionen belegt und die katholische Messe war nur den österreichischen, französischen, spanischen und portugiesischen Botschaftern in Stockholm erlaubt. Missionstätigkeit war ausgeschlossen, und Schweden, die sich zum Katholizismus bekehrten, wurden mit Landesverweisung bestraft. Die Gemeinde war daher sowohl klein als auch arm.
Nach dem Toleranzedikt König Gustav III. von 1781, das nur für Ausländer galt, hatte die katholische Gemeinde vier Oberhäupter oder Apostolische Vikare gehabt. Nach dem Ableben von Johann Baptist Gridaine, Beichtvater von Königin Desideria, 1833 wurde Studach das neue Gemeindeoberhaupt. Ihm gelang es, Mittel aus dem Ausland für den Bau einer katholischen Kirche, Sankta Eugenia an der Norra Smedjegata in Stockholm zu sammeln. Der Name war eine Huldigung sowohl an die Kronprinzessin als auch an die Königin, deren Vorname Eugenia war, aber auch an den Vater der Kronprinzessin, Eugène de Beauharnais.
Josephines katholischer Glaube machte ihr zeitlebens Schwierigkeiten. Nach Kronprinz Karls Geburt wurde sie laut Lundebeck (1943) vom Konsistorium gebeten, an einem protestantischen Kirchentag in der Nikolaikirche (Stockholm) teilzunehmen, ein Wunsch, dem König Karl Johann nachkam. Die Zeremonie beinhaltete unter anderem, dass Josephine vor dem Erzbischof die Knie beugte. Laut Lundebeck nahm sie nur mit größtem Widerwillen teil.

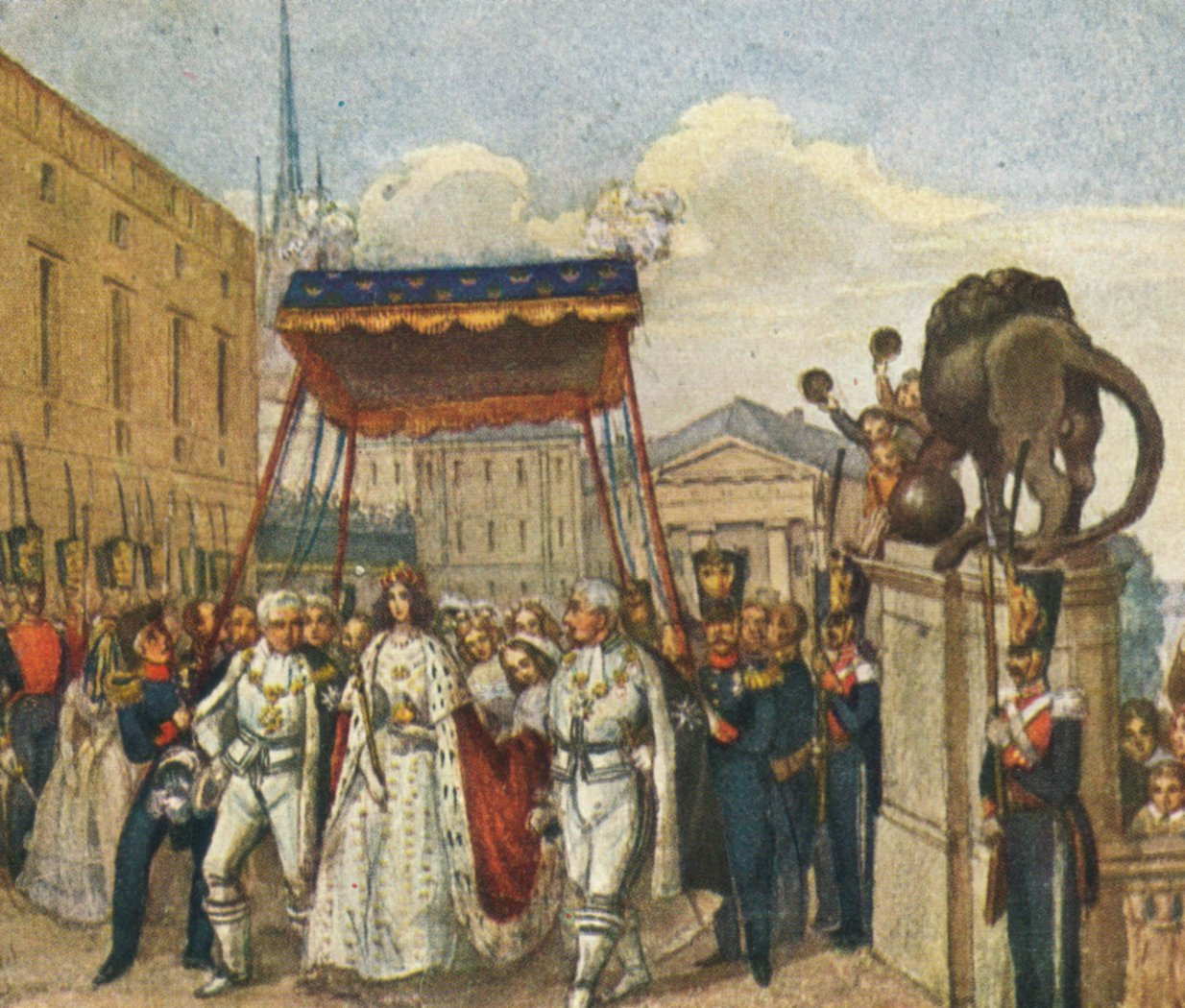
Krönung am 28. September 1844. Aquarell von Fritz von Dardel

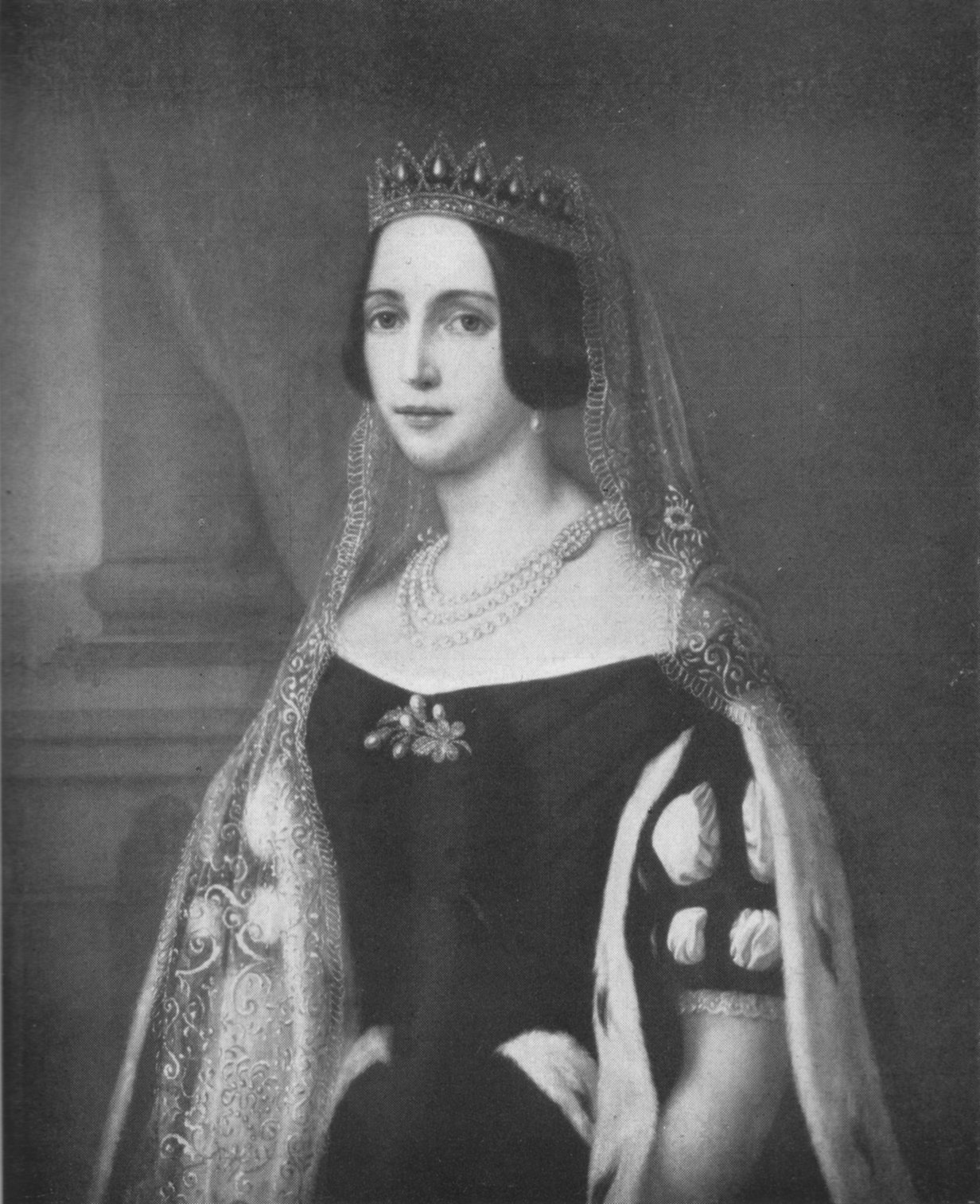
Drottning Josefina, Gemälde von Sophie Adlersparre

Am 28. September 1844 wurde Josephine in der Storkyrka zur Königin gekrönt. Sie saß auf Königin Kristinas Silberthron und bekam vom Erzbischof mit Öl die Stirn gesalbt und vom Erzbischof und Graf Lagerbjelke die Handgelenke. Danach hoben die Herolde ihre Stäbe und riefen aus: Nun ist Königin Josephine Maximiliana Eugenia zu Schwedens, Göthes und Wendes Königin gekrönt, sie und niemand sonst. Weder Oscar I. noch Josephine wurden allerdings in Norwegen gekrönt. Die Regierung in Norwegen wünschte sicherlich Bescheid über die Krönung, merkte aber an, dass der Nidarosdom in Trondheim im Verfall begriffen war und dass eine Aufrüstung hohe Kosten mit sich brächte. In Norwegen war der Bischof von Trondheim, Hans Riddervold, gegen die Krönung der Königin und führte staatsrechtliche Gründe an: Nach der norwegischen Verfassung war die Königin unter allen Umständen davon ausgeschlossen, die Regierung zu führen und die Krönung sollte nur eine leere Zeremonie sein. Oscar I. wollte nicht in Norwegen gekrönt werden, wenn nicht die Königin gleichzeitig gekrönt würde. Die Frage der norwegischen Krönung kam bis 1853 mehrmals wieder, ohne dass sie je realisiert wurde. Braun (1950) schließt nicht aus, dass Riddervolds Widerstand eigentlich auf Josephines Glauben beruhte. Lundebeck (1943) behauptet, dass der norwegische Erzbischof sich weigerte, eine katholische Königin zu krönen.

## Reisen
Aufgrund Oscars I. schlechter Gesundheit 1852 empfahlen die Ärzte eine Gesundheitskur in Bad Kissingen in Deutschland. Im Juli desselben Jahres reiste das Königspaar zusammen mit Prinzessin Eugenie und Prinz Gustav. In München besuchte Josephine ihre Schwester Theodolinde. Der König war schnell wiederhergestellt, und Anfang September reiste die Familie wieder heim. Von Lübeck fuhr man mit der Dampfkorvette Thor nach Norwegen, musste aber wegen starken Seegangs vor Frederikshavn an der dänischen Ostküste die Anker werfen. Weil die Familie in Kristiania erwartet wurde, beschloss der König, trotz des Sturms auf dem Kattegat, die Reise fortzusetzen. Als das Schiff am 16. September in Kristiania ankam, hatte Prinz Gustav hohes Fieber. Schnell zeigte sich, dass er an Typhus litt und immer schwächer wurde. Am 24. September starb er im Alter von 25 Jahren.
Nach Prinz Gustavs plötzlichem Tod wurden sowohl der König als auch Prinzessin Eugenie schwer krank und für den gesamten Herbst bettlägerig. Josephine schrieb an Oscars Leibarzt Magnus Huss in Paris und bat ihn, schnellstens zurückzukommen. Als Huss den König genauer untersucht hatte, stellte er fest, dass des Königs Leben in Gefahr war. Laut Erzbischof Reuterdahl hatten die Königin und ihr Beichtvater sich in der katholischen Betkapelle des Schlosses eingeschlossen und zu Gott für die schnelle Genesung der zwei gebetet. Schnell zeigte sich bei dem kranken König eine Besserung, die Josephine der Kraft des Gebets zuschrieb. Der König starb sieben Jahre später, am 8. Juli 1859 in Stockholm.

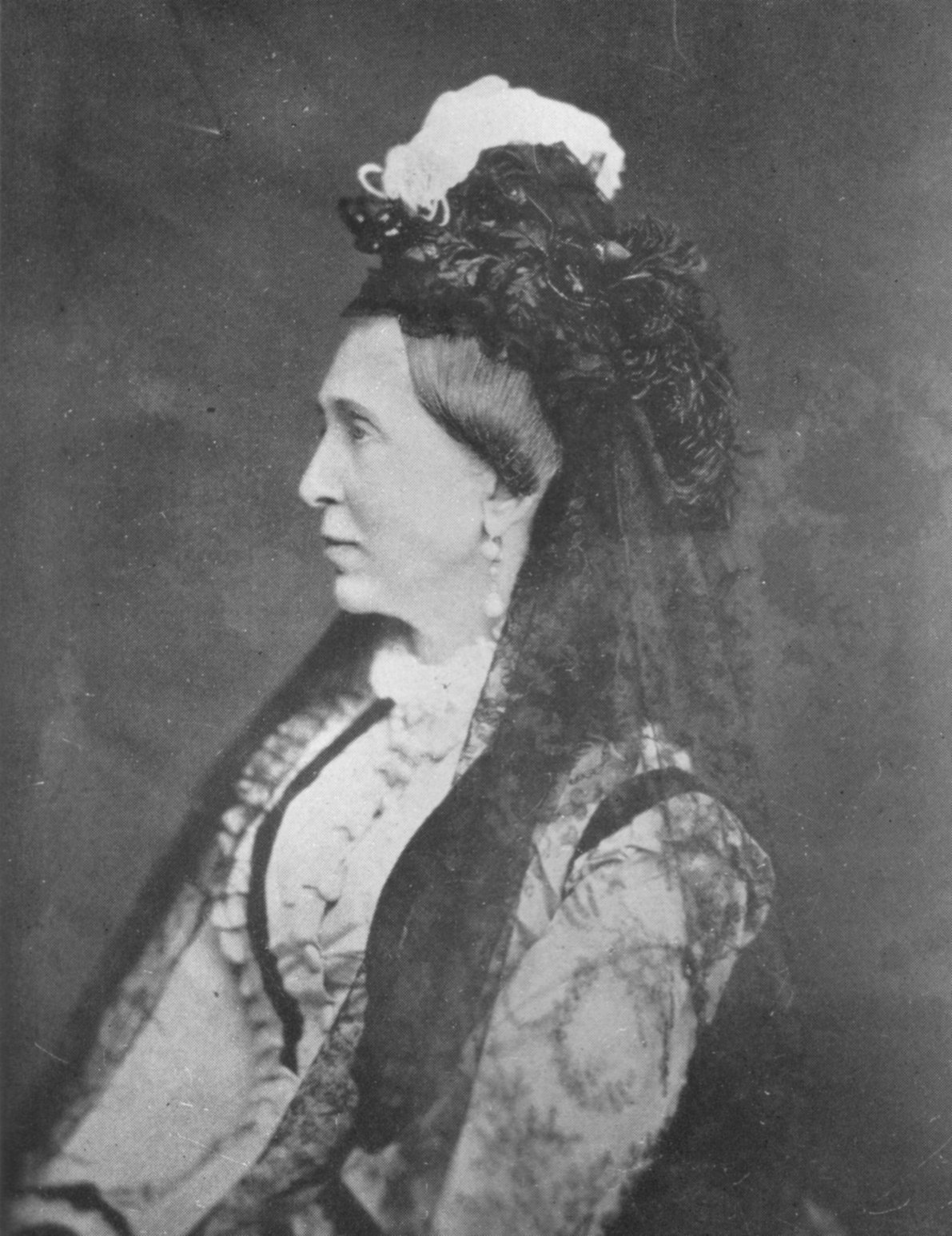
Josephine 1874

1872 reiste Josephine nach Portugal zu einem letzten Besuch bei ihrer todkranken Schwester Amélie, Witwe des Kaisers Peter I. von Brasilien. Über Paris kam sie nach Madrid, wo sie vom spanischen König Amadeus I. auf El Escorial empfangen wurde. In Lissabon besuchte sie 15 Tage ihre lungenkranke Schwester. Vermutlich sprachen sie über Amélies Testament, das Josephine zur Haupterbin von Amélies großem Vermögen machte. Josephine durfte auch die Leitung des Hospicio Donna Maria Amélia übernehmen, eines Pflegeheims für Lungenkranke auf Madeira, das seinen Namen nach Amelies Tochter Maria Amalia hatte, die dort 1853 gestorben war. Die Heimreise ging über Lourdes und einen längeren Aufenthalt in Bayern. Als sie sich am 18. September 1872 auf dem Heimweg befand, bekam sie in Hamburg ein Telegramm, dass ihr Sohn Karl XV. schwer krank sei. Der König starb an diesem Tag in Malmö, wo Josephine erst zwei Tage später ankam. Im Jahr darauf starb ihr jüngster Sohn, Prinz August, an einer Lungenentzündung.
Im Mai 1875 reiste Josephine mit kleinem Gefolge nach Rom, um den Papst zu treffen. Die Reise wurde incognito als Gräfin von Tullgarn vorgenommen. In Rom wurde sie von König Viktor Emanuel II. empfangen und erhielt eine Audienz bei Papst Pius IX., mit dem sie seit den 1850er Jahren Briefkontakt gehabt hatte. Trotz ihres Alters schaffte sie den Aufstieg auf die Kuppel des Petersdoms. Auf dem Heimweg hatte sie die Absicht, in Tegernsee in Bayern ihren Onkel Prinz Karl von Bayern zu treffen. Unglücklicherweise starb er wenige Tage vorher bei einem Reitunfall. In Salzburg bekam sie Gelegenheit, die französische Exkaiserin Eugénie zu treffen, die Witwe ihres Vetters Napoleon III.

## Ableben
Ende Mai 1876 wurde die Königinwitwe Josephine immer schwächer. Sie bat den früheren Justizminister Louis de Geer, ihr Testamentsvollstrecker über ein Vermögen zu sein, das bis 9,5 Millionen Kronen ging. Am 7. Juni um 3 Uhr 30 starb sie. Der Begräbnisgottesdienst fand im Rittersaal des Serafimerordens auf dem Stockholmer Schloss statt. Tags darauf fand die Beisetzung in der Riddarholmskyrkan statt. Nach der Gedächtnisrede des Erzbischofs Anton Niklas Sundberg wurde der Sarg in der bernadottischen Krypta platziert.

## Nachkommen
Josephine von Leuchtenberg heiratete am 22. Mai 1823 Kronprinz Oscar, später König Oscar I. von Schweden. Sie hatte fünf Kinder:
- Karl XV. (* 3. Mai 1826; † 18. September 1872), König von Schweden und Norwegen
- Gustav (* 18. Juni 1827; † 24. September 1852), Herzog von Uppland
- Oskar II. (* 21. Januar 1829; † 8. Dezember 1907), König von Schweden und Norwegen
- Eugenie (* 24. April 1830; † 23. April 1889), Prinzessin von Schweden
- August (* 24. August 1831; † 4. März 1873), Herzog von Dalekarlien

## Vorfahren
| Ahnentafel Josephine von Leuchtenberg | Ahnentafel Josephine von Leuchtenberg                                                      | Ahnentafel Josephine von Leuchtenberg                                                      | Ahnentafel Josephine von Leuchtenberg                                                      | Ahnentafel Josephine von Leuchtenberg                                                      | Ahnentafel Josephine von Leuchtenberg                                                                    | Ahnentafel Josephine von Leuchtenberg                                                                    | Ahnentafel Josephine von Leuchtenberg                                                                    | Ahnentafel Josephine von Leuchtenberg                                                                    |
| ------------------------------------- | ------------------------------------------------------------------------------------------ | ------------------------------------------------------------------------------------------ | ------------------------------------------------------------------------------------------ | ------------------------------------------------------------------------------------------ | --- | --- | --- | --- |
| Urgroßeltern                          | François de Beauharnais ⚭ Marie Anne Henriette Francoise Pyvart de Chastullé               | François de Beauharnais ⚭ Marie Anne Henriette Francoise Pyvart de Chastullé               | Joseph-Gaspard Tascher de La Pagerie ⚭ Rose-Claire des Vergers de Sannois                  | Joseph-Gaspard Tascher de La Pagerie ⚭ Rose-Claire des Vergers de Sannois                  | Friedrich Michael von Pfalz-Birkenfeld (1724–1767) ⚭ 1746 Maria Franziska von Pfalz-Sulzbach (1724–1794) | Friedrich Michael von Pfalz-Birkenfeld (1724–1767) ⚭ 1746 Maria Franziska von Pfalz-Sulzbach (1724–1794) | Georg Wilhelm von Hessen-Darmstadt (1722–1782) ⚭ 1748 Luise zu Leiningen-Dagsburg-Falkenburg (1729–1818) | Georg Wilhelm von Hessen-Darmstadt (1722–1782) ⚭ 1748 Luise zu Leiningen-Dagsburg-Falkenburg (1729–1818) |
| Großeltern                            | Alexandre de Beauharnais (1760–1794) ⚭ 1779 Joséphine de Tascher de la Pagerie (1763–1814) | Alexandre de Beauharnais (1760–1794) ⚭ 1779 Joséphine de Tascher de la Pagerie (1763–1814) | Alexandre de Beauharnais (1760–1794) ⚭ 1779 Joséphine de Tascher de la Pagerie (1763–1814) | Alexandre de Beauharnais (1760–1794) ⚭ 1779 Joséphine de Tascher de la Pagerie (1763–1814) | Maximilian I. Joseph von Bayern (1756–1825) ⚭ 1785 Auguste Wilhelmine von Hessen-Darmstadt (1765–1796)   | Maximilian I. Joseph von Bayern (1756–1825) ⚭ 1785 Auguste Wilhelmine von Hessen-Darmstadt (1765–1796)   | Maximilian I. Joseph von Bayern (1756–1825) ⚭ 1785 Auguste Wilhelmine von Hessen-Darmstadt (1765–1796)   | Maximilian I. Joseph von Bayern (1756–1825) ⚭ 1785 Auguste Wilhelmine von Hessen-Darmstadt (1765–1796)   |
| Eltern                                | Eugène de Beauharnais (1781–1824) ⚭ 1806 Auguste von Bayern (1788–1851)                    | Eugène de Beauharnais (1781–1824) ⚭ 1806 Auguste von Bayern (1788–1851)                    | Eugène de Beauharnais (1781–1824) ⚭ 1806 Auguste von Bayern (1788–1851)                    | Eugène de Beauharnais (1781–1824) ⚭ 1806 Auguste von Bayern (1788–1851)                    | Eugène de Beauharnais (1781–1824) ⚭ 1806 Auguste von Bayern (1788–1851)                                  | Eugène de Beauharnais (1781–1824) ⚭ 1806 Auguste von Bayern (1788–1851)                                  | Eugène de Beauharnais (1781–1824) ⚭ 1806 Auguste von Bayern (1788–1851)                                  | Eugène de Beauharnais (1781–1824) ⚭ 1806 Auguste von Bayern (1788–1851)                                  |
| Josephine von Leuchtenberg            |                                                                                            |                                                                                            |                                                                                            |                                                                                            | | | | |

## Wohltätigkeit
Josefina war Mitglied und gründete oder nahm unter ihre Schirmherrschaft eine Reihe von Vereinen. Davon können angeführt werden:
- Sällskapet de fattigas vänner wurde 1826 gegründet, um armen Witwen mit Kindern zu helfen
- Sällskapet för öm och sedlig modersvård entstand 1827 mit dem Ziel, armen Müttern in Stockholm zu helfen
- Sällskapet till dugligt och troget tjänstefolks belönande entstand 1828 um die Dienstboten in Stockholm zu mehr Arbeitsfleiß zu ermuntern
- Sällskapet till arbetsamhetens uppmuntran entstand 1833 um die Arbeit armer Frauen zu regeln, besonders zur Winterzeit
- Sällskapet för inhemsk silkesodling entstand um zum Anbau von Maulbeersträuchern zu ermutigen
- Institutet för dövstumma och blinda (Institut für Taubstumme und Blinde) entstand 1808. Josefina war wortführend, nachdem Königin Desiderias 1860 starb.
- Stiftelsen Josephinahemmet wurde 1873 aufgebaut um nicht arbeitsfähigen Mitgliedern der römisch-katholischen Gemeinde in Stockholm Schutz und Fürsorge zu geben.

Während ihrer Zeit als Kronprinzessin unterstützte sie finanziell die Malerin Sophie Adlersparre.

## Film
- Napoleons Erben in Bayern. Die Herzöge von Leuchtenberg, BR-Dokumentarfilm von Bernhard Graf, 2020.